# چولپی
چولپی (به ترکی آذربایجانی: Çolpı) یک منطقه مسکونی در جمهوری آذربایجان است که در شهرستان ساعتلی واقع شده‌است. چولپی ۲۰۲۴ نفر جمعیت دارد. چولپی از سال ۲۰۰۴ به عنوان مرکز دهیاری انتخاب شد.

## دین
در مسجد جامع چولپی به‌نام امام علی یک هیئت مذهبی وجود دارد.